# Британская галерея Тейт

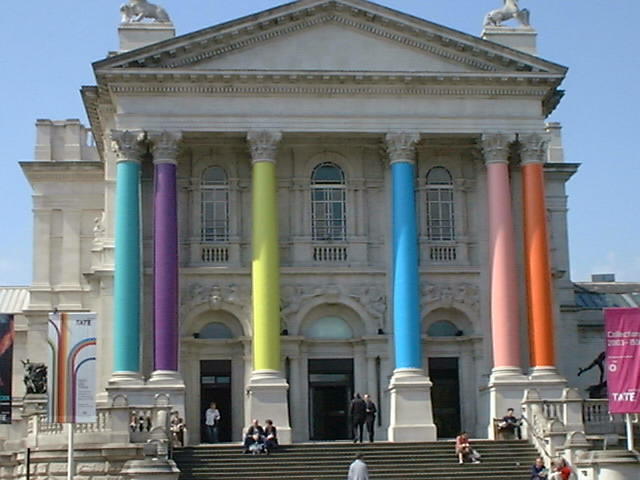
Историческое здание галереи у Воксхолльского моста

Британская галерея Тейт (англ. Tate Britain) — художественный музей в Лондоне, самое крупное в мире собрание британского искусства. Была основана промышленником сэром Генри Тейтом. Ныне часть группы музеев Тейт.

## История
Здание галереи у моста Воксхолл было построено по проекту С. Смита (англ. Sidney R. J. Smith). Галерея открылась 21 июля 1897 года и контролировалась Советом попечителей Национальной галереи. В основу коллекции было положено личное собрание Тейта.
Согласно путеводителю по галерее 1897 года, начало коллекции сэра Генри Тейта положили три картины, одна из которых — «Четверг» У. Д. Садлера. Первоначально в галерее экспонировались картины английских художников, родившихся после 1790 года.
Кроме собрания Тейта, на момент открытия в коллекцию галереи вошли картины из музея Южного Кенсингтона, картины из собрания Вернона, ранее находившиеся в Национальной галерее, и восемнадцать работ Уоттса, переданные самим художником.
В 1899 году, когда на средства Г. Тейта были пристроены ещё девять залов, галерея стала самой просторной в Лондоне. В 1910 году были открыты новые залы для произведений Тёрнера. По завещанию художника все имевшиеся в его распоряжении работы были переданы государству и до расширения галереи Тейта хранились в Лондонской Национальной галерее.

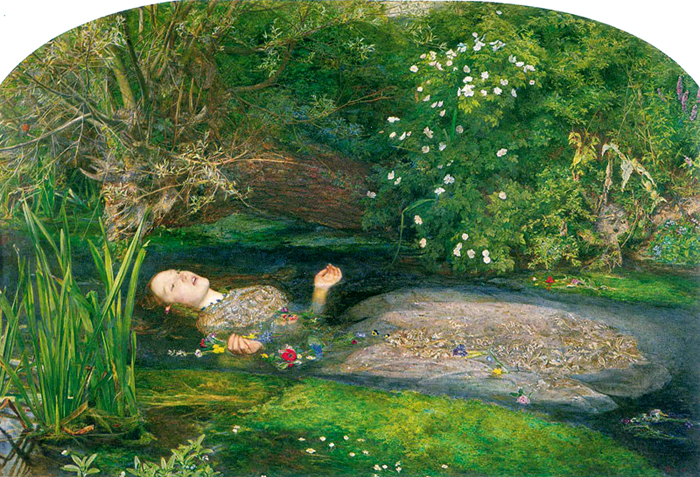
Один из шедевров галереи — «Офелия» Милле. Перед музеем этому художнику установлен памятник

В 1917 году началось создание коллекции произведений современных иностранных художников и скульпторов. В 1923 году текстильный фабрикант Сэмюэл Курто предоставил галерее 50 тысяч фунтов на приобретение работ импрессионистов и постимпрессионистов. 26 июня 1926 года открылся отдел иностранной живописи галереи в новом здании, построенном Дж. Дьювином-младшим.
За время существования музея его произведения пострадали от наводнения, когда река Темза вышла из берегов, и от бомбардировок во время Второй мировой войны. Однако во время войны большая часть коллекции находилась в безопасном месте, а перед большой картиной Стэнли Спенсера, которую посчитали слишком большой для перемещения, была построена защитная кирпичная стена. В преддверии угрозы Лондону 24 августа 1939 года более 700 произведений искусства были тайно перевезены в замок Манкастер в Камбрии.
В 1970 году зданию был присвоен статус Памятника архитектуры Соединённого Королевства.
В 1987 году открылась галерея Клор (Clore Gallery), в которой выставлена самая полная коллекция произведений Дж. М. У. Тёрнера, завещанная им государству. В 1988 году открылся филиал галереи в Ливерпуле.
В мае 2000 года в переоборудованном здании бывшей электростанции Bankside Power Station на южном берегу Темзы, напротив собора св. Павла, открылась Современная галерея Тейт (архитекторы Херцог и де Мерон). После этого «материнская» галерея была переименована в «Тейт Британия» (Tate Britain).